# منطقه حفاظت‌شده ساتاپلیا
منطقه حفاظت‌شده ساتاپلیا (به لاتین: Sataplia Managed Reserve) یک منطقه حفاظت‌شده در گرجستان است که در تسقالتوبو واقع شده‌است.